# Пелтиер, Леонард
Леонард Пелтиер (англ. Leonard Peltier, 12 сентября 1944, резервация Тёртл-Маунтин, штат Северная Дакота) — активист движения американских индейцев, представитель народа оджибве (по отцу) из резервации Тёртл-Маунтин и народа сиу (по матери) из резервации Спирит-Лейк (прежде Девилс-Лейк) в штате Северная Дакота, осуждённый за убийство в 1975 году двух агентов ФБР к двум пожизненным срокам.

## Биография
Леонард Пелтиер родился в индейской резервации Тёртл-Маунтин, штат Северная Дакота. С 1970 года был участником Движения американских индейцев (ДАИ). Участник похода на Вашингтон «Тропа нарушенных договоров» в 1972 году.
26 июня 1975 года Леонард Пелтиер находился в статистически обособленной местности Оглала в резервации Пайн-Ридж. В этот день в Оглале произошла вооружённая стычка между активистами ДАИ и агентами ФБР на почве напряжённости после восстания 1973 года в Вундед-Ни. В перестрелке были убиты агенты ФБР Джек Коулер и Рональд Уильямс, погиб один индеец — Джозеф Килзрайт Станц, убитый пулей снайпера, и пострадали десятки людей, живших на ранчо семьи Скачущего Быка.
Расследование показало, что агенты ФБР после длительного обстрела, под который попали их машины на территории резервации, в итоге были застрелены в упор из винтовки калибра 5,56 мм. По заявлению следствия, винтовка принадлежала Леонарду Пелтиеру.
После перестрелки около 30 детей, женщин и мужчин были окружены и задержаны отрядом из 150 агентов, полицейских и спецназовцев. До ареста 6 февраля 1976 года в Канаде состоял в списке «10 самых разыскиваемых преступников Америки». Передан Канадой США на основании показаний индианки Мертл Бедный Медведь (Myrtle Poor Bear). В трёх письменных показаниях под присягой, подписанных в феврале-марте 1976 года, Мертл назвалась подружкой Пелтиера и сообщила, что она видела, как он прикончил раненых агентов ФБР.
Пелтиер называет её показания подлогом. По заявлению сайта democracynow.org, этих показаний ФБР добилось от индианки методом запугивания: ей показали фотографию отрезанных кистей рук Анны Мэй Экуош (англ. Anna Mae Aquash), активистки индейского движения, чей труп был найден 24 февраля 1976 года на территории резервации Пайн-Ридж, и сказали, что с ней будет то же самое, если она откажется лжесвидетельствовать. По мнению авторов сайта, Мертл не была даже знакома с Пелтиером и не была на месте перестрелки 26 июня 1975 года. Два члена ДАИ, обвинённых в убийстве агентов ФБР (Дино Батлер и Роберт Робидо), были оправданы в июле 1976 года судом в городе Сидар-Рапидс в штате Айова, после чего следствие обвинило в убийстве агентов ФБР Леонарда Пелтиера.

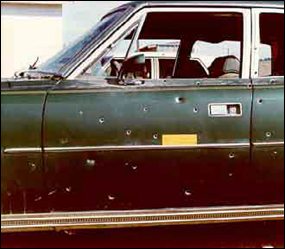
Автомобиль агента Уильямса после перестрелки

Судом в городе Фарго, штат Северная Дакота, Леонард Пелтиер был приговорён в апреле 1977 года к двум пожизненным заключениям. По утверждению авторов петиции в поддержку Пелтиера, после суда вскрылось, что ФБР утаило от суда результаты баллистической экспертизы, говорящие о том, что пули, от которых погибли агенты, были выпущены не из винтовки Пелтиера. Сами представители ФБР позже заявляли: «Мы не знаем, кто убил наших агентов».
Организация «Международная амнистия» сомневается в справедливости судебного разбирательства, приведшего к его осуждению, и считает, что свою роль в этом сыграли политические факторы, однако не считает его невиновным. Многие другие организации и сторонники Пелтиера уверены в том, что он — политический заключённый. Помимо «Международной амнистии» за его освобождение высказывались Советский комитет защиты мира, Европейский парламент, парламент Бельгии, парламент Италии, парламент Канады, Верховный комиссар ООН по правам человека, президент Нельсон Мандела, епископ Десмонд Туту, Джесси Джексон, мать Тереза, Далай Лама, Ригоберта Менчу Тум, Джорджо Армани, Дастин Хоффман, Мадонна, Стинг, Оззи Осборн, Кевин Спейси, Жан-Мишель Жарр, Кейт Мосс, Наоми Кэмпбелл, Памела Андерсон, Ракель Уэлч, Йоко Оно — в общей сложности свыше пятисот общественных деятелей и выдающихся личностей из мира науки и искусства. Ныне находится в тюрьме в городе Льюисберг в штате Пенсильвания.
В Советском Союзе неоднократно проводились акции в поддержку Пелтиера как борца за права индейцев и действовал Комитет защиты Леонарда Пелтиера, который возглавлял академик Евгений Велихов. В поддержку Пелтиера выступал М. С. Горбачёв. В его защиту выступал Международный комитет коренных народов Америки.
Двадцать восьмого июля 2009 года в тюрьме Льюисберга прошло первое после 1993 года слушание дела Пелтиера Комиссией по вопросам условно-досрочного освобождения. Адвокат Сайц сообщил, что «на слушании Леонард выступал около полутора часов. Он говорил от себя и отвечал на вопросы, которые задавал эксперт, проводивший слушание». В поддержку Леонарда выступала член племенного совета 2 округа резервации Тертл-Маунтин, где Леонард станет жить в случае освобождения и где ему будет обеспечено жильё, преподавательская работа и членство в совете старейшин. На слушаниях в поддержку Пелтиера также выступил писатель Питер Маттисен (написавший, в частности, книгу «Живой дух Неистового Коня», посвящённую в большой мере истории жизни Леонарда, отрывки из которой печатались в журнале «США — экономика, политика, идеология»). Против Пелтиера выступали генеральный прокурор штата Северная Дакота, а также отставные агенты ФБР Джо Тримбак и Эд Вудс. По словам адвоката Сайца, отставные агенты ФБР «повторялись и не сказали ничего нового».
На слушании Пелтиер выразил сожаление и взял на себя ответственность за ту роль, которую он сыграл в инциденте, во время которого в результате перестрелки в резервации Пайн-Ридж погибли два агента и один индейский активист. Пелтиер подчеркнул, что перестрелка произошла в обстановке, когда фактически происходила война между коррумпированным руководством племени, поддерживавшимся правительством, с одной стороны и индейцами-традиционалистами и молодыми активистами с другой. Он вновь отрицал — как он отрицал всегда — что намеревался кого-либо убить и что он произвёл роковые выстрелы, в результате которых были убиты двое агентов, и он напомнил эксперту, проводившему слушание, что один из его бывших сообвиняемых недавно сам признался в произведении тех роковых выстрелов.
Тем не менее комиссия в условно-досрочном освобождении Леонарду Пелтиеру отказала. 24 февраля 2010 года комиссия окончательно утвердила своё решение об отказе в УДО. В решении лишь отмечено образцовое поведение Пелтиера в заключении, но все другие доводы защиты отвергнуты и в освобождении отказано. 
2 июля 2024 года Пелтиеру снова было отказано в условно-досрочном освобождении.
За годы в тюрьме Пелтиер выдвигал свою кандидатуру в президенты США (2004) от «Партии мира и свободы», действующей в штате Калифорния с 1967 года, шесть раз выдвигался на Нобелевскую премию мира. Автор биографической книги «Тюремные записки: Моя жизнь — моя Пляска Солнца» (1999).
Анализу событий в Оглале посвящён документальный фильм режиссёра Майкла Апдита «Инцидент в Оглале» (1992, закадровый текст комментатора озвучен Р. Редфордом).
20 января 2025 года, в последние часы своего президентства, Джозеф Байден смягчил наказание Леонарду Пелтиеру, заменив его на домашний арест с 18 февраля 2025 года.
Отбывать его он будет на территории индейской резервации Тертл-Маунтин в Северной Дакоте.